# Benemerenti
La Medalla Benemerenti es una condecoración papal institucionalizada por Gregorio XVI en 1832. Ella es conferida a quienes hayan demostrado un largo y excepcional servicio a la Iglesia católica y a la comunidad en general.

## Las insignias
La versión actual de la Medalla Benemerenti fue diseñada por el Papa Pablo VI. La medalla es una cruz griega en oro. En el medio está Cristo con la mano levantada como señal de bendición. En el brazo izquierdo de la cruz está la tiara papal y las llaves de San Pedro. En el brazo derecho se encuentra el escudo papal. Tiene la palabra BENEMERENTI en su reverso. 
La cinta está hecha de los colores papales.
La medalla se lleva en el lado izquierdo del pecho.

## Ilustración

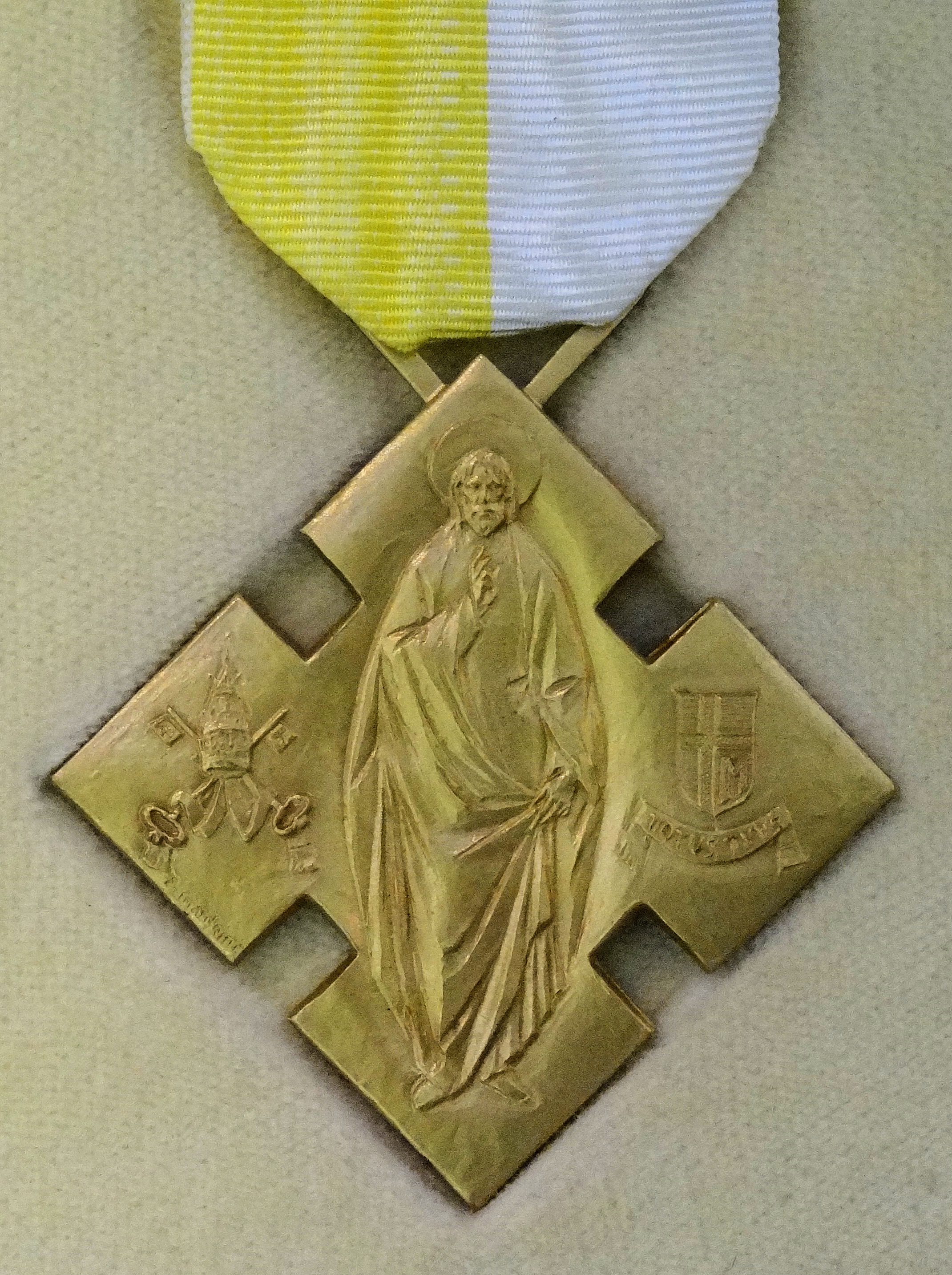
Anverso de la Medalla Benemerenti (1984)
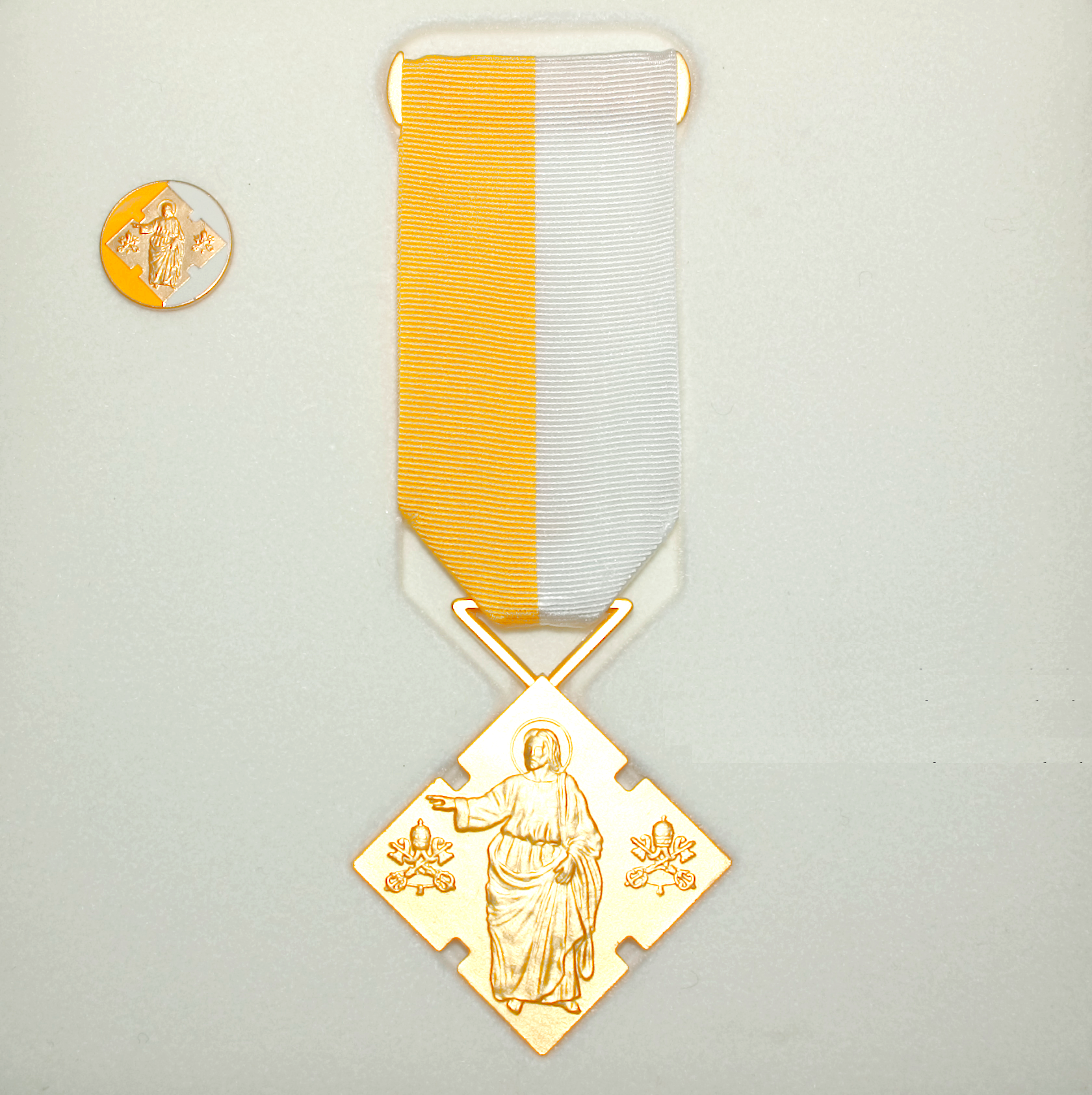
Anverso de la Medalla Benemerenti (2009)
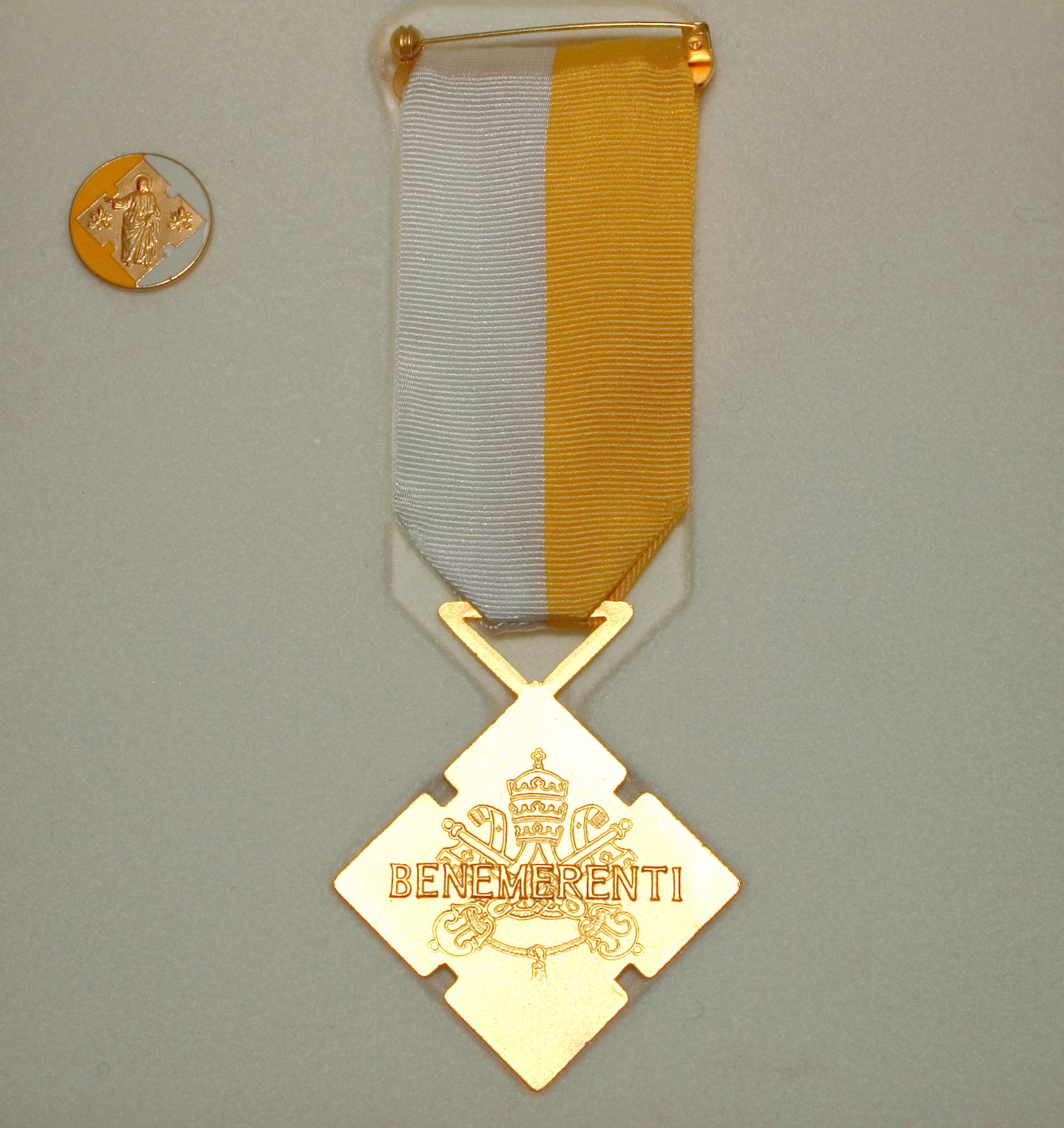
Reverso de la Medaall Benemerenti (2009)
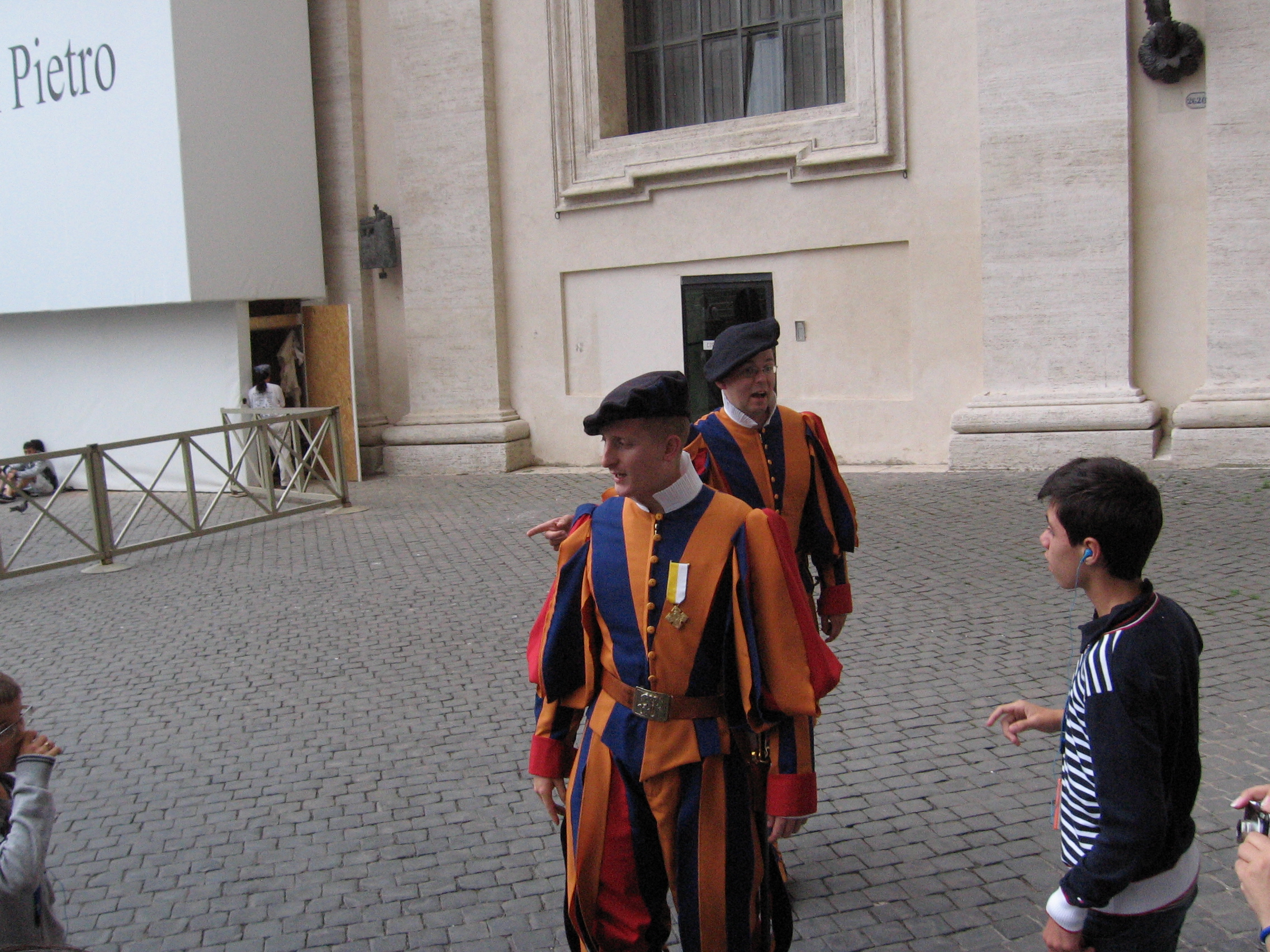
Guardia Suiza Pontificia con la Medalla Benemerenti

## Condecorados

### Pio XI
- Clara Moreda Luis (1924)

Juan XIII

### Pio XII
- Princesa Ghislaine de Mónaco (1948)
- Maria Augusta Trapp (1949)

### Pablo VI
- Gabriel Gómez Sánchez (1976)
- Catherine O'Brien (1974)
- Edward Flannery
- Diana McKenzie (1978)
- María Mercedes Ycaza de Yllescas (1972)

### Juan Pablo II
- Joseph Lawrence Clery (1993)
- Gerard O'Donnell di Bathgate (1990)
- Patricia Vincent Stockley
- Catherine Ann Cline (1995)
- Rita Gray
- Alonso Jaramillo de Andrade y Contreras  (1999)
- James J. Coniglio (1999)
- Juan Manuel Trenado Serrano
- Arthur Eden (2000)
- Brenda Scott (2000)
- Mario Kreutzberger (2002)
- Teodoro Lebrón Morales (2003)
- Hugh Gerard McGrellis

### Benedicto XVI
- John McCreadie (2007)
- Richard Gladwell (2009)
- Charles John Foote
- Michael Madden (2008)
- Paul Lyng (2009)
- Joe Lomasney (2009)
- John Parnell Murphy (2009)
- Barbara Conboy, Brigid Hanlon y John McManus (2009)
- Ada Power (2009)
- Tony McAvoy (2009)
- Patrick Curran (2009)
- Tony Wagstaffe (2009)
- Joseph (Joe) Ryan (2009)
- Dennis Selina (2009)
- Peggy Wilding e Olive Hewitt
- Donald H Williams (2010)
- John Bannerman (2010)
- Michael M.F. Kummer (2010)
- Josefa Carvajal (2011)